# 이시야마데라역
이시야마데라역(일본어: 石山寺駅)은 일본 시가현 오쓰시에 위치한 게이한 전기 철도 이시야마사카모토 선의 철도역이다. 두단식 승강장 3면 2선의 구조를 갖춘 지상역이다.

## 타는 곳
| 1 · 2 | ■ 이시야마사카모토 선 | 하마오쓰 · 사카모토 · 히에이잔 · 교토 (산조 · 데마치야나기) · 오사카 (요도야바시 · 나카노시마) 방면 |

## 이용 현황
- 2009년 기준 : 2,744명

## 역 주변
- 국도 제422호선
- 이시야마데라
- 이시야마 온천

## 인접 역
| 게이한 전기철도 ■ 이시야마사카모토 선 | 게이한 전기철도 ■ 이시야마사카모토 선 | 게이한 전기철도 ■ 이시야마사카모토 선 |
| ------------------------------------- | ------------------------------------- | ------------------------------------- |
| 시·종착역                             | ■ 이시야마사카모토 선                 | 가라하시마에 OT 02 사카모토 방면      |